# Apet (jednotka)
Apet je jednotka objemu používaná ve starověkém Egyptě. Její hodnota činila 19,1 l a dělila se na 10 honnu.
Jiný název této jednotky byl besha